# Giurgiului

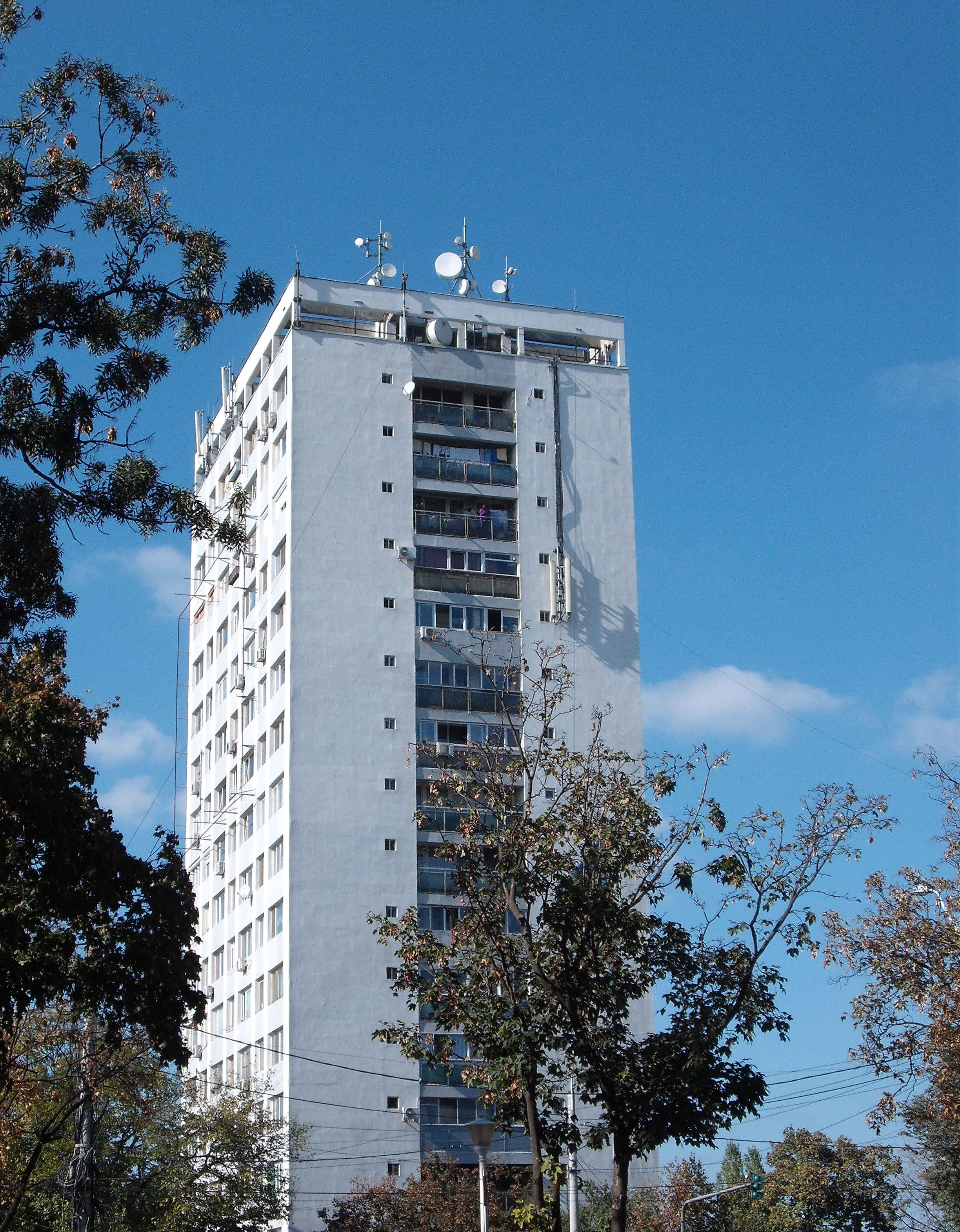
Zona Toporași

Giurgiului  este un cartier din sudul orașului București, situat parțial în Sectorul 5 și Sectorul 4 între cartierele Ferentari (la vest) și Olteniței și Berceni (la est). Cartierul măsoară ~2,60 km lungime și o lățime medie de ~1 km, astfel că suprafața ocupată este de aproximativ 2,6 km².
Numărul estimat de locuitori este de cca. 40.000. Cartierul și-a căpătat numele după artera DN5 (șoseaua București-Giurgiu) care duce către orașul-port Giurgiu.

## Istoric
Cartierul s-a dezvoltat de-a lungul Șoselei Giurgiului ce asigura legătura Bucureștiului cu portul de la Giurgiu și localitatea Ruse din Bulgaria.
 Aflată inițial (începutul secolului XX) la marginea comunei Șerban Vodă în proprietatea unor oameni înstăriți, zona a început progresiv să fie parcelată și astfel au luat naștere primele străzi: Militaru Stoian, Opriș Ilie, Puțul cu Tei, Stejărișului, Făgetului, Nucetului, Ulmetului, Sălcetului, Cornetului, Brădetului, actuala George Bacovia și Alunișului. Ulterior dezvoltarea s-a extins și către est luând astfel ființă străzi precum: Aron Pumnul și Nehoiași. 
 În timpul regimului comunist, cartierul a fost schimbat radical, culturile agricole (livezile în mod special) fiind înlocuite cu blocuri de apartamente de 15, 11, 10, 8, 7 și 4 etaje. Astfel, Giurgiului a devenit unul dintre cartierele moderne, trainice și omogene ale vremii alături de Titan, Drumul Taberei și Berceni.
În trecut, cartierul atrăgea mulți oameni datorită faptului că era liniștit, curat și abundent in spații verzi. Astfel, populația a ajuns rapid la aprox. 46.000 de locuitori. Din fericire, în prezent, zona s-a păstrat liniștită și nu au loc evenimente notabile.

Panorama cartier "Șoseaua Giurgiului"

### Desfășurătorul lucrărilor
Planul de sistematizare a zonei a fost inclus în amplul proiect de construcție de clădiri locative care era dedicat magistralei Nord-Sud. În primă fază (1961) au fost realizate construcțiile din zona bulevardului Dimitrie Cantemir, urmând ca apoi să fie edificat Ansamblul de locuințe "Șoseaua Giurgiului" alături de complexul agroalimentar Piața Progresul.
Construcția clădirilor de apartamente a început în jurul anilor 1960.
- 1958: Se demarează lucrările la căminele lucrătorilor IDEB (intrarea Giurgiului și Intrarea Vrabiei). În acest cvartal au fost realizate primele clădiri de apartamente din panouri mari prefabricate, experimentale, cu piese fabricate la Interprinderea Progresul.
- 1962: Începe construcția blocurilor de 8 scări în două tronsoane din zonele Dr. Găzarului (cvartalul Faraudo) și Piața Progresul (cvartalul Livada) [2]
- 1963: Începe construcția blocurilor turn de 11 etaje[3] și a blocurilor tip bară alcătuite din 5 până la 6 tronsoane[4], iar tot în acest an sunt date în folosință clădirile de 7 etaje.
- 1971: Se deschid șantiere noi în zona cuprinsă între Șos. Giurgiului, Str. Reșița, Dr. Găzarului. În acest an apar primele blocuri de 4 etaje.
- 1972: Apar șantierele clădirilor de 10 etaje cu câte 2 sau 5 tronsoane (scări) în zonele Piața Progresul, Dr. Găzarului și Str. Luică. Sunt clădiri de apartamente tip confort 2. Tot atunci sunt edificate blocuri turn cu 10 etaje între clădirile realizate în deceniul anterior, fenomen ce a făcut parte din curentul "îndesirilor".
- 1977: Apar șantierele clădirilor de 10 etaje cu 4 - 7 scări (bară lată) care vor fi zguduite în timpul ridicării lor de cutremurul de 7 grade pe scara Richter. De asemenea, dezastrul va forța autoritățile să închidă șantierele și să consolideze toate blocurile construite. Astfel, imobilele de 10 etaje din imediata vecinatate a șoselei vor fi folosite pentru a găzdui persoanele care au rămas fără case.
- 1986: Se începe construcția blocurilor aflate în imediata vecinătate a străzii Pictor Ștefan Dimitrescu.
- 1989: Se închid toate șantierele.

### Stil arhitectural
Construcțiile au un aspect standard, majoritatea clădirilor fiind identice, însă se observă și subtile influențe moderniste occidentale tipice anilor '60. Clădirile sunt distanțate între ele (de la 47 până la 180 metri) permițând astfel existența unor generoase spații verzi. În plus, pentru prima dată în sudul capitalei, construcțiile sunt dispuse în așa manieră încât să se reliefeze unele pe celelalte, piesa centrală a ansamblului fiind o clădire de apartamente, accent înalt, cu parter, 15 etaje și terasă, de 47 metri înălțime (cea de-a treia clădire rezidențială ca înălțime din București timp de 12 ani de la construcție, după Blocul "Gioconda" și turnul din Piața Sala Palatului).

De asemenea, se poate remarca o asemănare în ceea ce privește modul de construcție și de dispunere a elementelor fațadelor între clădirile din zona Giurgiului și alte construcții din Drumul Taberei (strada Sibiu, strada Pravăț, aleea Dumbravița), Calea Griviței, Bd. Constantin Brâncoveanu, Calea Giulești, Bd. Dimitrie Cantemir, Soseaua Olteniței, Piața Gării de Nord, Bd. Dinicu Golescu.
Arhitecții care au contribuit la realizarea ansamblului "Șoseaua Giurgiului" sunt: Mircea Bercovici, Constantin Gherghiceanu și Cleopatra Alifanti.

Zona Toporași. Bloc turn S+P+15E+T cap de perspectivă, bloc tip P în fundal.

## Transporturi

### Tramvaie

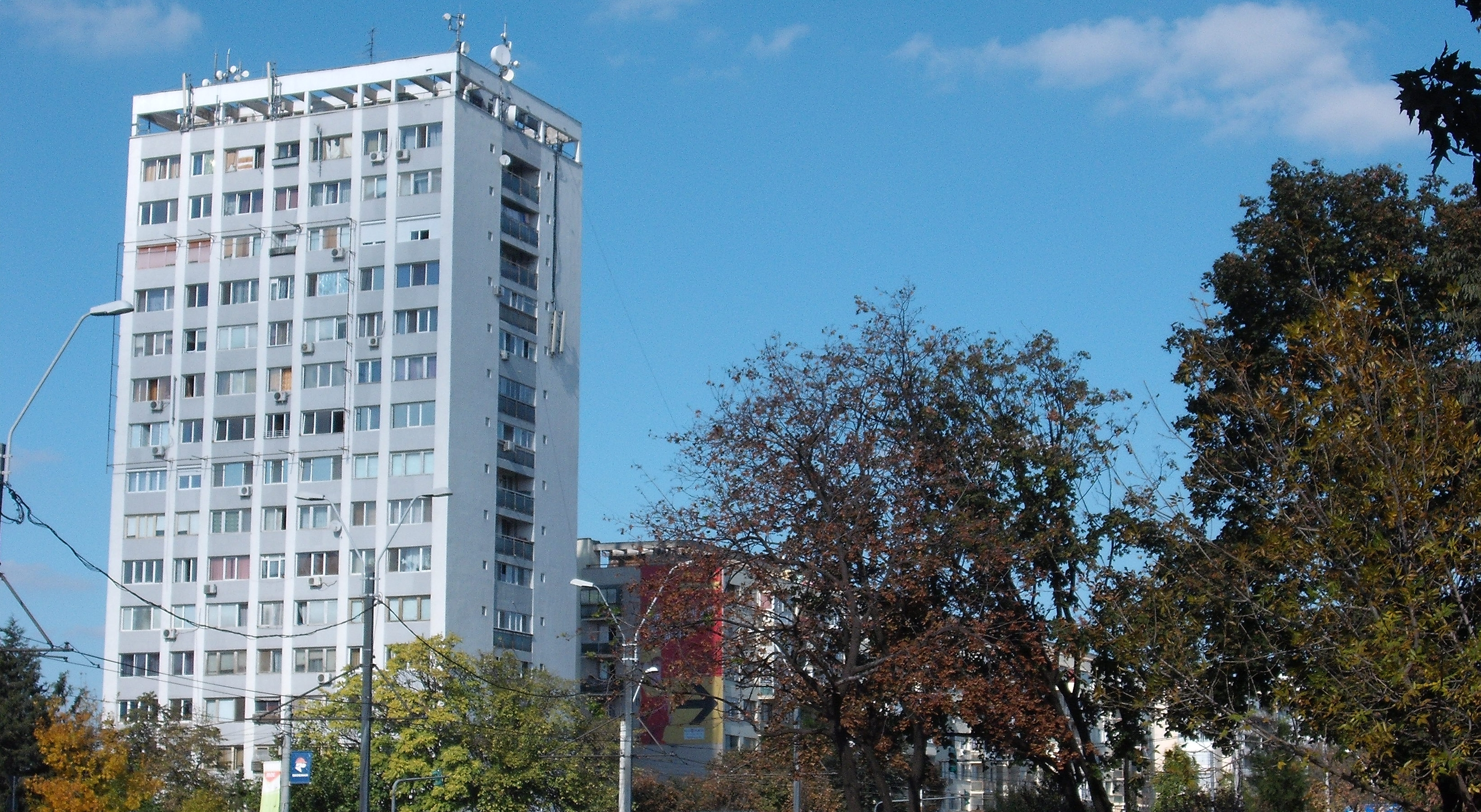
Zona Toporași

Cartierul beneficiază de 3 linii de tramvai care conectează zona cu centrul orașului.
- Linia 7: C.F.R. Progresul - Parcul Carol I - Piața Unirii
- Linia 19: Zețarilor - Șura Mare - Vitan - RATB Titan
- Linia 25: C.F.R. Progresul - Răzoare - Depoul Militari

În prezent, pe Șoseaua Giurgiului sunt 10 stații de tramvai.
Lista staților (Șura Mare ► CFR Progresul):
Șura Mare ► Muzeul George Bacovia ► Piața Progresul ► Toporași ► Drumul Găzarului ► Cimitirul Evreiesc ► Luica ► Anghel Nuțu  ► Răducanu Cristea ► CFR Progresul.

### Autobuze
- Linia 323: Zețarilor - Tineretului - Piața Unirii
- Linia 116: Gara Progresul - Tineretului - Piața Sfânta Vineri
- Linia 102: Gara Progresul - Vitan Bârzești - Bd. Basarabia - Bd. Basarabia (M Costin Georgian)
- Linia R418: Piața Eroii Revoluției - Copăceni (jud. Ilfov)
- Linia R419: Piața Eroii Revoluției - Gara Jilava (jud. Ilfov)
- Linia R420 : Piața Eroii Revolutiei - Vidra (jud. Ilfov)
- Linia R465: Piața Eroii Revoluției - 1 Decembrie (jud. Ilfov)
- Linia de noapte N107: Gara Progresul - Parcul Carol I - Piața Unirii

De la Șura Mare, călătorii pot opta pentru metrou, M2, sau liniile de tramvai 1/10 care fac legătura cu cartierele Vitan, Titan, Obor, Gara de Nord, Cotroceni .
De asemenea pe Strada Acțiunii se află Depoul RATB Giurgiului , loc unde majoritatea vagoanelor liniilor 7, 11, 19, 23, 25 se retrag.

## Școli și alte instituții publice de învățământ

### Școli gimnaziale
- 103: Str. Vigoniei nr. 3-5
- 109: Str. Petre Țuțea nr. 3
- 111: Str. Stoian Militaru nr. 72
- 119: Str. Almasul Mic nr. 4
- 165: Aleea Slătioara nr. 8
- 188: Str. Tufișului nr. 13
- 308: Str. Râul Șoimului nr. 8
- Școala Ajutătoare nr. 8: Str. Toporași nr. 10

### Creșe
- Creșa Giurgiului: Str. Stoian Militaru nr. 84

### Licee
- Colegiul Tehnic Energetic București: Aleea Podul Giurgiului nr. 5

### Biblioteci
- Biblioteca Nicolae Bălcescu - Filiala Sector 4: Șos. Giurgiului nr. 86[7]

## Sănătate
În apropierea cartierului extistă Spitalul Clinic de Urgență pentru copii "Marie Sklodowska Curie" și Institutul de Pneumologie "Marius Nasta".
- Spitalul Clinic de Urgență pentru copii "Marie Sklodowska Curie" se găsește la intersecția Bd-ului Constantin Brâncoveanu cu Drumul Găzarului, pe traseul autobuzelor 116 și 141.
- Institutul de Pneumologie "Marius Nasta" se găsește pe Șos. Viilor nr. 90 în dreptul stației RATB "Ștefan Hepites": 1, 7, 10, 11, 25 și 232.